# Южный Парк (24-й сезон)
Двадцать четвёртый сезон американского анимационного телесериала «Южный Парк» состоит из четырёх специальных выпусков, премьера первого из которых состоялась в США на телеканале Comedy Central 30 сентября 2020 года. Премьера второго выпуска состоялась 10 марта 2021 года.

## Актёрский состав
- Трей Паркер — Стэн Марш / Эрик Картман / Рэнди Марш / мистер Гаррисон / Клайд Донован / мистер Маки / ПК Директор / Мойша / Хаким / Стивен Стотч / Джимми Волмер
- Мэтт Стоун — Кайл Брофловски / Кенни Маккормик / Баттерс Стотч / Джеральд Брофловски / Крэйг Такер / Джимбо Керн
- Эйприл Стюарт — Лиэн Картман / Шелли Марш / Шерон Марш / мэр Мэкдэниэлс / миссис Маккормик / Венди Тестабургер
- Мона Маршалл — Шейла Брофловски / Линда Стотч / Йентл Картман
- Кимберли Брукс — миссис Нельсон / интервьюер
- Эдриен Бирд — Толкин Блэк
- Далила Куджала — Amazon Alexa
- Бетти Буги Паркер — Менора

## Эпизоды
| № общий | № в сезоне | Название                                                   | Режиссёр    | Автор сценария | Дата премьеры    | Произв. код | Зрители США (млн) |
| --- | ---------- | ---------------------------------------------------------- | ----------- | -------------- | ---------------- | ----------- | ----------------- |
| 308 | 1          | «Спецвыпуск в пандемию» «The Pandemic Special»             | Трей Паркер | Трей Паркер    | 30 сентября 2020 | 2401-60     | 2.27              |
| Рэнди Марш опасается, что именно он может быть причиной появления коронавируса, поскольку, будучи в Ухане, имел половые отношения и с летучей мышью, и с панголином. В это время в Южном Парке смягчается карантин, и дети могут прервать свою самоизоляцию и вернуться в школу. Учителя, тем не менее, отказываются ходить на работу во время пандемии, поэтому их заменяют полицейскими, которые сейчас остались без работы из-за протестов, связанных с жестокостью полиции. |            |                                                            |             |                |                  |             |                   |
| 309 | 2          | «Спецвыпуск в вакцинацию» «South ParQ Vaccination Special» | Трей Паркер | Трей Паркер    | 10 марта 2021    | 2402-60     | 1.74              |
| Отчаявшись получить вакцину от COVID-19, учителя начальной школы Южного парка мистер Маки и мистер Адлер идут в аптеку Walgreens, внешне напоминающую эксклюзивный ночной клуб. Снаружи очередь, учителя и большинство горожан не имеют доступа, так как принимаются только пожилые люди. В школе Картман говорит Стэну и Кайлу, что он и Кенни устроили шутку, положив кетчуп на стул своей учительницы миссис Нельсон, чтобы, когда она сядет, он переместился на её белое платье делая вид, будто у неё месячные. Когда проводится розыгрыш, Картман радостно фотографирует миссис Нельсон, которая унижена и сразу же бросает в гневе, что она рискует своей жизнью, обучая непривитых. |            |                                                            |             |                |                  |             |                   |

## Реакция критиков
Джесси Шедин из IGN заявил, что «в „Спецвыпуске в пандемию“ есть моменты комедийного блеска, но его обрушивает запутанный сюжет, который изо всех сил пытается по-новому взглянуть на реальность жизни в 2020 году». Стефани Уильямс из The A.V. Club заявил: «Хотя в этом часовом выпуске для жителей Южного Парка всё было далеко не так, как обычно, шоу остаётся верным своей форме, предлагая удивительный источник последовательности. В мире царит полный хаос, который больше не может быть фирменным для „Южного Парка“».
Джесси Шедин из IGN заявил, что «второй раз очаровывает новый отдельный специальный формат „Южного Парка“. „Спецвыпуск в вакцинацию“ — это линия между тем, чтобы дать фанатам приятное возвращение к классическим сезонам, а также исследовать идею о том, что на самом деле вы никогда не сможете вернуться к нормальной жизни». Дэн Кэффри из The A.V. Club заявил: «Мир чувствует себя намного страннее, чем он чувствовал себя, когда „Застрявший в чулане“ вышел в эфир в 2005 году, и более компетентный главнокомандующий и вакцина не собираются волшебным образом перенести сразу же всё назад в лучшие времена. Эта печальная правда придаёт изображению QAnon в сериале тот покорный юмор, который проник в шоу в годы правления Трампа — признание того, что невозможно преувеличить то, что уже преувеличено»